# Juravenator
Juravenator ("Jägare från juraperioden") är ett släkte med små dinosaurier som levde i Tyskland i slutet av juraperioden. Släktet beskrevs vetenskapligt år 2006 och de funna fossilen dateras av forskare till cirka 150 miljoner år.

## Beskrivning
Juravenator var en theropod, som man tror var nära släkt med Compsognathus. Det märkliga med Juravenator är att den inte uppvisar tecken på att ha haft fjädrar, något som man länge trott att familj Compsognathider haft.
Liksom sina nära släktingar förefaller Juravenator ha varit småvuxen. Det fossil man har hittat mätte cirka 65-80 centimeter, men eftersom man tror att det kom från ett ungdjur så torde den ha blivit större. Man har hittat hudavtryck från Juravenators svans, som klart uppvisar fjälligt skinn. Detta har förbryllat forskarna och lett till spekulationer om varför dinosaurien inte verkar ha haft fjädrar.